# Fate for Breakfast
| Recensione                        | Giudizio   |
| --------------------------------- | ---------- |
| AllMusic                          | [ 1 ]      |
| The New Rolling Stone Album Guide | [ 2 ]      |
| Sputnikmusic                      | 3.0 (Good) |
| Dizionario del Pop-Rock           | [ 4 ]      |

Fate for Breakfast è il quarto album discografico da solista del cantante Art Garfunkel (membro del duo Simon & Garfunkel), pubblicato nel marzo del 1979.
Esistono sei copertine differenti dell'LP.
L'album è stato certificato disco d'oro nel Regno Unito per le 100.000 copie vendute.

## Tracce

### LP (Versione U.S.A.)
Lato A
1. In a Little While (I'll Be on My Way) – 3:27 (Dennis Belfield)
2. Since I Don't Have You – 3:38 (Jimmy Beaumont, Janet Vogel, Wally Lester, Jackie Taylor, Joe Verscharen, Joseph Rock, Lennie Martin)
3. And I Know – 3:41 (Michael Sembello, David Batteau)
4. Sail on a Rainbow – 3:45 (Stephen Bishop)
5. Miss You Nights – 3:45 (Dave Townsend)

Lato B
1. Finally Found a Reason – 2:38 (Michael Sembello, David Batteau, Rick Bell, Craig Bickhardt)
2. Beyond the Tears – 3:51 (Bob Gundry, Jeffrey Comanor)
3. Oh How Happy – 2:38 (Charles Hatcher)
4. When Someone Doesn't Want You – 3:32 (Jeffrey Staton)
5. Take Me Away – 4:38 (Lance Gullickson, Grant Gullickson)

### LP (Versione Regno Unito ed Europa)
Lato A
1. In a Little While (I'll Be on My Way) – 3:27 (Dennis Belfield)
2. Since I Don't Have You – 3:38 (Jimmy Beaumont, Janet Vogel, Wally Lester, Jackie Taylor, Joe Verscharen, Joseph Rock, Lennie Martin)
3. And I Know – 3:41 (Michael Sembello, David Batteau)
4. Sail on a Rainbow – 3:45 (Stephen Bishop)
5. Miss You Nights – 3:45 (Dave Townsend)

Lato B
1. Bright Eyes – 4:00 (Mike Batt)
2. Finally Found a Reason – 2:38 (Michael Sembello, David Batteau, Rick Bell, Craig Bickhardt)
3. Beyond the Tears – 3:51 (Bob Gundry, Jeffrey Comanor)
4. Oh How Happy – 2:38 (Charles Hatcher)
5. When Someone Doesn't Want You – 3:32 (Jeffrey Staton)
6. Take Me Away – 4:04 (Lance Gullickson, Grant Gullickson)

## Formazione
- Art Garfunkel - voce, cori
- Louie Shelton - chitarra elettrica, cori, chitarra acustica
- Dennis Belfield - basso
- Mike Baird - batteria
- Larry Rolando - chitarra acustica, chitarra elettrica
- Edwin Roxburg - basso
- Chris Spedding - chitarra acustica
- Simon Phillips - batteria
- Lee Ritenour - chitarra elettrica
- Roland Harker - liuto
- Larry Knechtel - pianoforte
- Jeffrey Staton - chitarra acustica, cori
- Les Hurdle - basso
- Ray Cooper - percussioni
- Richie Zito - chitarra elettrica
- Roy J. Morgan - batteria
- Steve Forman - percussioni
- Neil Jason - basso
- Hugh McCracken - chitarra elettrica
- Rob Mounsey - pianoforte, Fender Rhodes, clavinet, sintetizzatore
- Stephen Bishop - chitarra, cori
- Steve Gadd - batteria
- Lyle Harper - basso
- Alan Estes - percussioni
- Michael Brecker - sassofono tenore
- Tom Scott - sassofono tenore
- Jim Gilstrap, Penny Nichols, Bobby Alessi, Billy Alessi, Carolyn Dennis, Leah Kunkel - cori

Note aggiuntive
- Louie Shelton - produttore
- Basi musicali dei brani (eccetto: Since I Don't Have You e When Someone Doesn't Want You) registrati al The Sound Factory di Hollywood, California
- Joseph Bogan - ingegnere delle registrazioni (The Sound Factory)
- George Yabarra, Butch Lynch e Joe Romersa - assistenti ingegnere delle registrazioni (The Sound Factory)
- Parti vocali dei brani  (eccetto: Since I Don't Have You e When Someone Doesn't Want You) registrati al Air Recording Studio di Londra, Inghilterra
- Michael Stavrou - ingegnere delle registrazioni (Air Recording Studio)
- David Wooley - assistente ingegnere delle registrazioni (Air Recording Studio)
- Mixaggio effettuato al A&R Recording Studios di New York City, New York
- Elliot Scheiner - ingegnere del mixaggio (A&R Recording Studios)
- K.C. Green - assistente ingegnere del mixaggio (A&R Recording Studios)
- Ed Rakowitz - ingegnere sovraincisioni (A&R Recording Studios)
- Strumenti a fiato registrati al Kendun Recorders di Burbank, California
- Bob Bullock - ingegnere delle registrazioni (sovraincisioni, Kendun Recorders)
- Jim Sintetos - assistente ingegnere delle registrazioni (sovraincisioni, Kendun Recorders)
- Strumenti ad arco registrati al Air Recording Studio di Londra, Inghilterra
- Michael Stavrou - ingegnere delle registrazioni (Air Recording Studio)
- David Wooley - assistente ingegnere delle registrazioni (Air Recording Studio)
- Cori nel brano And I Know, registrato al Dawnbreaker Studio di San Fernando, California
- Joseph Bogan - ingegnere delle registrazioni (Dawnbreaker Studio)
- Tom Cummings - assistente ingegnere delle registrazioni (Dawnbreaker Studio)
- Basi musicali dei brani: Since I Don't Have You e When Someone Doesn't Want You, registrati al A&R Recording Studios
- Elliot Scheiner - ingegnere delle registrazioni (A&R Recording Studios)
- Tom Gretl - assistente ingegnere delle registrazioni
- Parti vocali dei brani: Since I Don't Have You e When Doesn't Want You, registrati al The Hit Factory
- Jon Smith - ingegnere delle registrazioni (The Hit Factory)
- Brani: Since I Don't Have You e When Someone Doesn't Want You, mixati al Automated Recording Studio
- Elliott Scheiner - ingegnere del mixaggio (Automated Recording Studio)
- Marti Robertson e Leslie Mona - assistenti ingegnere del mixaggio (Automated Recording Studio)
- Sovraincisioni strumenti ad arco nel brano Since I Don't Have You, registrati al The Hit Factory
- Ed Sprigg - ingegnere delle registrazioni (sovraincisioni al The Hit Factory)
- Jon Smith - assistente ingegnere delle registrazioni (sovraincisioni al The Hit Factory)
- Sovraincisioni strumenti a percussione nei brani: Since I Don't Have You e When Someone Doesn't Want You, registrati al The Hit Factory
- Ed Sprigg - ingegnere delle registrazioni (sovraincisioni al The Hit Factory)
- Jon Smith - assistente ingegnere delle registrazioni (sovraincisioni al The Hit Factory)
- John Berg - design album originale
- Edie Baskin - fotografie
- Franne Lee - photo stylist
- Ringraziamento speciale a: Harvey's Chelsea Restaurant

## Classifica
Album
| Anno | Classifica            | Posizione raggiunta |
| ---- | --------------------- | ------------------- |
| 1979 | Billboard 200         | 67                  |
| 1979 | Official Albums Chart | 2                   |

Singoli
| Anno | Titolo del brano                      | Classifica             | Posizione raggiunta |
| ---- | ------------------------------------- | ---------------------- | ------------------- |
| 1979 | Since I Don't Have You                | Billboard Hot 100      | 53                  |
| 1979 | Since I Don't Have You                | Adult Contemporary     | 5                   |
| 1979 | In a Little While (I'll Be on My Way) | Adult Contemporary     | 12                  |
| 1979 | Bright Eyes                           | Adult Contemporary     | 29                  |
| 1979 | Bright Eyes                           | Official Singles Chart | 1                   |
| 1979 | Since I Don't Have You                | Official Singles Chart | 38                  |